# Ellen Jørgensen
Ellen Sophie Rasmine Jørgensen (6. marts 1877 i København – 14. juni 1948 smst) var dansk historiker og bibliotekar.
Ellen Jørgensen blev født i København som datter af snedkermester Hans Christian Jørgensen (1847-1882) og Cathrine Cecilie Marie Quortrop (1853-1928). Efter faderens tidlige død fik hun et nært forhold til moderen, som hun boede sammen med til dennes død. Senere delte hun hus med sin gifte bror.
Gik på N. Zahles Skole, og herefter fulgte historiestudier på Københavns Universitet, hvor hun fik embedseksamen i 1903. På universitetet var det Kr. Erslev og især Johannes Steenstrup, der på hver deres vis fik stor indflydelse på hende. Med hensyn til Steenstrup må det også have haft betydning, at de delte en interesse i dansk historiografi.
Efter hendes eksamen besvarede hun en prisopgave udsat af universitetet med emnet Helgendyrkelse i Danmark i Middelalderens senere Tid og modtog for denne guldmedalje i 1905. Dernæst besvarede hun 1907 en prisopgave udsat af Videnskabernes Selskab med afhandlingen Fremmed Indflydelse under den danske Kirkes tidligste Udvikling (publiceret 1908) og modtog også for denne guldmedalje. På baggrund af guldmedaljerne fik Ellen Jørgensen stipendier og kunne besøge udenlandske biblioteker. 1909 blev hun som den den anden kvindelige historiker i Danmark dr.phil. (den første var Anna Hude) på diputatsen Helgendyrkelse i Danmark.
Ellen Jørgensen var ansat ved Det Kongelige Bibliotek, hvor hun var bibliotekar og leder af Håndskriftafdelingen fra 1915 til 1941. Samtidig udfoldede hun sig akademisk med en række publikationer inden for middelalderhistorie og historiografi. Det drejede sig blandt andet om kildeudgaven Annales Danici medii ævi (1920), Catalogus Codicum Latinorum Medii Ævi Bibliothecæ Regiæ Hafniensis (1926), Historieforskning og Historieskrivning i Danmark indtil Aar 1800 (1931) og Historiens Studium i Danmark i det 19. Aarhundrede (1943). Dertil kommer en række artikler i Historisk Tidsskrift. I den mere folkelige genre skrev hun sammen med Johanne Skovgaard Danske Dronninger(1910).
Som den første kvinde blev Ellen Jørgensen 1924-1931 redaktør af Historisk Tidsskrift og ligeledes som den første kvinde formand for Den danske historiske Forening 1939-1942. 17. november 1939 modtog hun som den første danske historiker medaljen Ingenio et arti.